# المجلس اللبناني للإنماء والإعمار

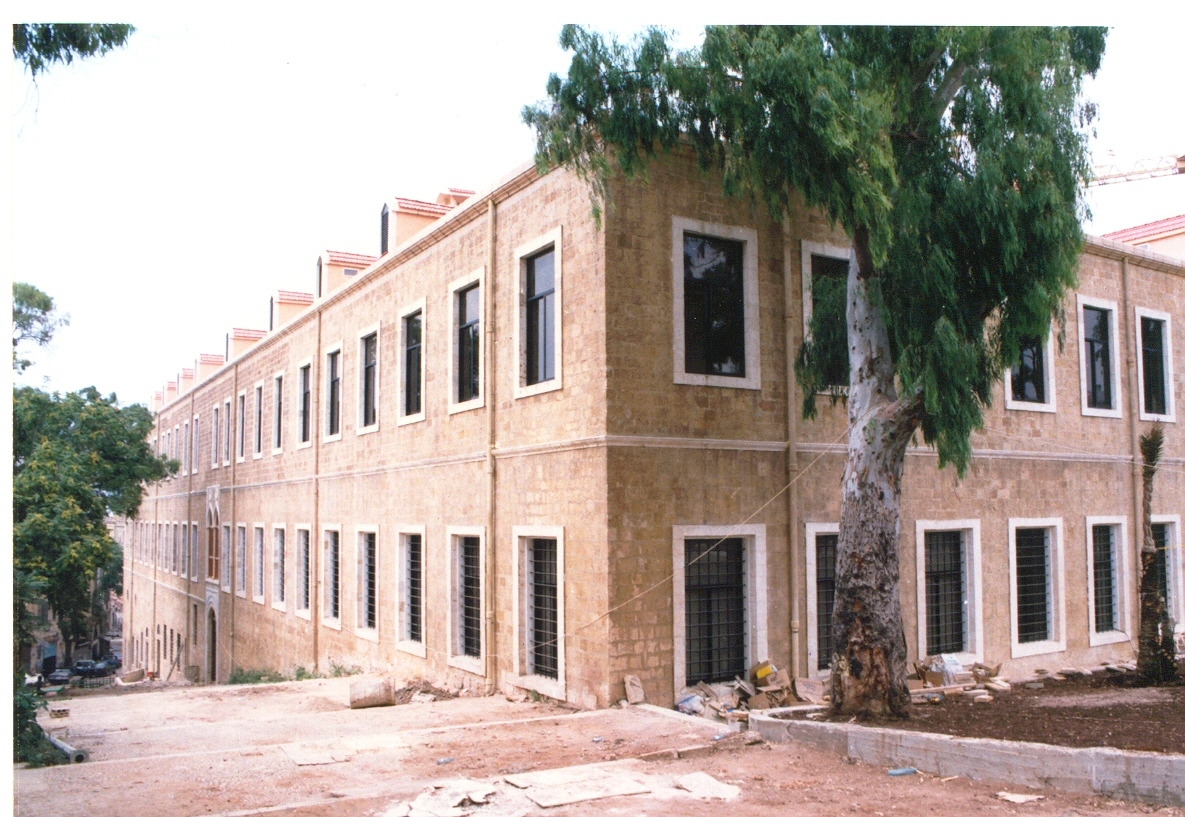
منظور خارجي للمجلس اللبناني الإنماء والإعمار

المجلس اللبناني للإنماء والإعمار هو منظمة حكومية لبنانية تأسست عام 1977 خلال الحرب الأهلية اللبنانية، التي لعبت دورًا رئيسيًا في إعادة بناء البنية التحتية المتضررة في البلاد.

## نبذة تاريخية
أُنشئ مجلس الإنماء والإعمار في يناير 1977. بمسؤولة مباشرة من رئيس الوزراء بهدف إعادة بناء البنية التحتية المتضررة من الحرب الأهلية في لبنان، وتخصيص المساعدات الدولية والمحلية لإعادة إعمار البلاد.
في عام 1978 تم توجيه مبلغ 454 مليون دولار لإصلاح الطرق والنقل وإعادة بناء مطار بيروت الدولي، وفي عام 1983 تم جمع مبلغ 571 مليون دولار من الـ 15 مليار دولار اللازمين لإعادة بناء لبنان، ولم تلق المُنظمة الدعم الدولي الكافي مما أدى لتعثر المنظمة في أواخر الثامنينات. وبعد اتفاق الطائف 1989 تم إعادة إحياء المجلس، واكتسب صلاحيات قانونية جديدة في عام 1992، وأصبحت أداة مهمة في يد رئيس الوزراء رفيق الحريري.

## النشاط الحالي
تطور عمل المجلس اللبناني للإنماء والإعمار ليهتم بشؤؤن الإنماء، وحل المجلس مكان مؤسستين هما مجلس تنفيذ المشاريع الإنشائية ومجلس تنفيذ المشاريع الكبرى لمدينة بيروت، وأحيلت إليه جميع المشاريع والأعمال الموكولة إليهما والاعتمادات المخصصة لهما، فيقوم بالتخطيط وتحليل الجدوى والتصميم التفصيلي وصيانة معظم المرافق العامة نيابة عن الحكومة اللبنانية أو غيرها من المنشأت اللبنانية العامة.
يدعم المجلس جهات محلية ودولية وشركات مقاولات وشركات استشارية كبرى في عملية بناء وصيانة المرافق العامة.

## مهام المجلس
- إعداد خطة عامة وخطط متعاقبة وبرامج للإعمار والإنماء واقتراح سياسات اقتصادية ومالية واجتماعية تنسجم مع الخطة العامة وذلك ضمن أهداف إنمائية ومالية محددة، وتعرض جميعها على مجلس الوزراء للموافقة.
- إعداد مشروع الموازنة المختصة بتنفيذ الخطة العامة وتأمين التناسق بين الموازنة العامة والخطة العامة عن طريق ابداء الرأي في مشروع قانون الموازنة العامة.
- اقتراح مشاريع القوانين ذات الطابع الإعماري والإنمائي على مجلس الوزراء.
- وضع مشروع الإطار التوجيهي العام للتنظيم المدني وعرضه على مجلس الوزراء للموافقة.[3]

## وصلات خارجية
- موقع مجلس الإنماء والإعمار.